# Alaska (film 2015)
Alaska è un film del 2015 diretto da Claudio Cupellini.
Il film, che narra la storia d'amore tra due giovani soli al mondo interpretati da Elio Germano e Àstrid Bergès-Frisbey, è stato presentato alla Festa del Cinema di Roma 2015, nella selezione ufficiale.

## Trama
Fausto e Nadine si incontrano casualmente sulla terrazza di un albergo di lusso di Parigi. Lui è italiano, fa il cameriere e sogna di diventare maître. Lei è francese, partecipa ad un "casting" per modelle, ma a soli 20 anni è già molto disincantata. Lui se ne innamora a prima vista e per lei commette una leggerezza che non solo gli costa il posto di lavoro, ma a seguito di una reazione violenta, lo fa finire in carcere per due anni. Durante la detenzione il suo pensiero va sempre a lei, cui scrive ogni settimana, senza avere risposta. Con sorpresa però, all'uscita dal carcere, Fausto la trova ad attenderlo. Lei, che aveva superato il casting tenuto all'hotel, è ora una modella di successo e, vivendo a Milano, ha imparato a parlare anche in italiano. I due sembrano non avere più nulla in comune, ma l'iniziale distanza si stempera presto in un'intesa che va ben oltre la semplice attrazione fisica.
Fausto va a stare da Nadine a Milano e, conosciuto ad una festa l'eccentrico Sandro, fiuta una grande opportunità nel mettersi in società con questo per aprire una discoteca. Sulle ali dell'entusiasmo, impegna in questa impresa una cospicua parte dei risparmi di Nadine senza che lei inizialmente lo sappia. Quando ciò le viene detto direttamente da Fausto, lei si adira moltissimo. Durante una lite in auto tra i due, a causa di una distrazione, lei è vittima di un terribile incidente. Dopo una lunga degenza, ha grandi problemi ad una gamba e vede la sua carriera di modella fatalmente compromessa. Nuovamente, alla grande sfortuna di uno corrisponde la grande fortuna dell'altro. Fausto infatti raccoglie i successi della discoteca aperta con Sandro, l'Alaska, ed è ormai un personaggio del "bel mondo" milanese.
Resiste alla tentazione di gettarsi tra le braccia della facoltosissima Francesca, mentre Nadine, esasperata da un misto di gelosia e sofferenza psico-fisica, trova sfogo proprio in un tradimento occasionale che causa la rottura del rapporto con il suo compagno. Più tardi Nadine si ristabilisce e trova lavoro come barista, mentre Fausto, che ha ceduto alla corte di Francesca, ha accettato di dirigere un hotel di lusso di proprietà del futuro suocero milionario. Sandro, abbandonato da Fausto, vende l'Alaska e in poco tempo si gioca tutto e, solo e disperato, si suicida. La tragedia del comune amico riavvicina Nadine a Fausto che, alla vigilia del matrimonio con Francesca, non se la sente però di buttare tutto all'aria e non ha il coraggio di accettare la proposta della ragazza che ama, che vuole tornarsene in Francia, insieme a lui.
Nadine allora decide di partire da sola. L'ultimo giorno di lavoro da barista, però, sottrae diecimila Euro al suo datore di lavoro che nel retro del bar spacciava droga. Rintracciata a casa dallo stesso datore, reagisce all'aggressione molto violenta di lui, uccidendolo. Sotto choc, è raggiunta da Fausto che nel frattempo si è reso conto che carriera e denaro non potranno mai colmare la mancanza di Nadine. Stavolta è lei a finire in carcere e lui attenderà che esca andandola a trovare tutte le settimane e promettendole di sposarla.

## Distribuzione
Il primo trailer ufficiale del film è stato diffuso da YouTube il 30 settembre 2015, mentre la pellicola è uscita nelle sale cinematografiche il 5 novembre 2015, distribuita dalla 01 Distribution.

## Accoglienza

### Critica
Il film ha avuto in generale una buona accoglienza da parte della critica. «Se si sorvola sulla rapidità con la quale il personaggio di Germano faccia carriera, questo è un film di ampio respiro che prende strade diverse senza smarrire il traguardo finale. Eccellente.» afferma Massimo Bertarelli su il Giornale. Fulvia Caprara de La Stampa elogia l'interpretazione di Germano: «Cupellini ha dichiarato che Alaska è stato scritto per lui [...] e [...] non ci sono dubbi sul fatto che Alaska viva soprattutto del suo raro talento».
Maurizio Porro del Corriere della Sera critica il fatto di «riempire troppo» il finale, ma apprezza il fatto che «nell'abbondanza di materiale», il film risulti essere «un racconto che dimostra l'orgoglio di una bella personalità [e] mai banale». Giorgio Carbone su Libero dice che il regista in questo film «parte alla ricerca del mélo USA degli anni 50 con un'attrice (la Frisbey) che vale le belle d'allora». Valerio Caprara de Il Mattino pur apprezzando Germano e Cupellini critica come il regista usi troppo «il diapason mélo [e che] finisca col trasmettere il senso di un'irrequietezza estemporanea e fragile nonché la mancanza di solide connessioni tra i fatti narrati a Parigi e Milano e i salti temporali e mentali che li contrappuntano».
Stronca il film Federico Pontiggia de Il Fatto Quotidiano: «Cupellini gira con qualche dignità, [ma] la sceneggiatura è imbelle, imbarca colpi di scena puerili e, soprattutto, riesce a non farci appassionare minimamente ai personaggi e ai loro mutevoli e intrecciati destini. Germano meno convincente e più disinteressato del solito, Binasco e Radonicich macchiette, la Berges-Frisbey bella ma non balla».

## Riconoscimenti
- 2016 - David di Donatello
  - Candidatura a Migliore attrice protagonista a Àstrid Bergès-Frisbey
  - Candidatura a Migliore attore non protagonista a Valerio Binasco
  - Candidatura a David giovani a Claudio Cupellini
  - Candidatura a Mercedes-Benz Future Award a Claudio Cupellini
- 2016 - Nastro d'argento
  - Migliore scenografia a Paki Meduri
  - Candidatura a Regista del miglior film a Claudio Cupellini
  - Candidatura a Miglior produttore a Fabrizio Donvito, Benedetto Habib e Marco Cohen (Indiana Production)
  - Candidatura a Migliore attore protagonista a Elio Germano
  - Candidatura a Migliore colonna sonora a Pasquale Catalano
- 2016 - Globo d'oro
  - Miglior attore a Elio Germano
  - Candidatura a Miglior film a Claudio Cupellini
  - Candidatura a Miglior sceneggiatura a Claudio Cupellini, Filippo Gravino e Guido Iuculano
  - Candidatura a Miglior musica a Pasquale Catalano

Selezionato inoltre nei seguenti festival:
- Italian Contemporary FF - Canada
- Filmfest München - Germania
- Shanghai IFF - Cina
- N.I.C.E. New Italian Cinema Event - USA